# Félszeg
Félszeg (ukránul: Противень [Protiveny]) település Ukrajnában, Kárpátalján, a Huszti járásban.

## Fekvése
Huszttól északkeletre fekvő település.

## Nevének eredete
A Protiveny helységnév ruszin víznévi eredetű, a név 1864-ben Protiveny (dűlő), 1913-ban Protiveny patak alakban volt ismert. A Protiveny pataknév a ruszin прóтивень ’átellenes, szemben álló, ellentétes, ellenkező’ főnév származéka. A magyar Félszeg név másodlagos, 1904-ben jött létre hivatalos névadással.

## Története
Nevét 1898-ban Prativeny néven említették az oklevelekben. Későbbi névváltozatai: 1907-ben Felszeg (hnt.), 1913-ban Felszeg, 1918-ban Félszeg, 1944-ben Protiveny, Противень (hnt.), 1983-ban Противень.
A falu Alsóbisztra külterületi lakott helye volt, 2020-ig közigazgatásilag is hozzá tartozott.